# Krakenovo more
Krakenovo more (Kraken Mare) je najveće poznato tekuće tijelo na površini Saturnovog mjeseca Titana. Otkrila ga je svemirska sonda Cassini, a ime je dobila 2008. po Krakenu, legendarnom morskom čudovištu.pokriva površinu od oko 400 tisuća četvornih kilometara, skoro triput veću od Jadranskog mora! 

## Opis
S 400.000 km², Kraken Mare je najvjerojatnije najveće tijelo tekućine na Titanovoj sjevernoj polarnoj regiji, te je skoro triput veće od Jadranskog mora. Čini se da je najveća dubina 160 metara, a otkriveni su plitki kapilarni valovi visine 1,5 centimetara koji se kreću brzinom od 0,7 metara u sekundi. Njegov status mora ugljikovodika (uglavnom tekućeg metana) identificiran je radarskim slikama. Smatra se da je Kraken Mare veći od Kaspijskog mora na Zemlji. 
Otok u moru nazvan je Mayda Insula. Kraken Mare može se hidrološki povezati s drugim najvećim morem na Titanu, Ligijskim morem (Ligeia Mare).
Usko suženje u moru na 317° Z, 67° S, oko 17 km široko i po veličini slično Gibraltarskim vratima, službeno nazvanom Seldon Fretum, nazvan je "Krakenovim grlom" i sugerirano je da je to mjesto značajnih morskih struja. Orbitalna ekscentričnost Titana može dovesti do plima od 1 m u Krakenovom moru, generirajući ondje struje od 0,5 m/s i eventualno vireve.
Kao dio predložene misije Titan Saturn System Mission, sonda bi pala na Krakenovo more kako bi se pomno ispitao njegov sastav, dubina i brojna druga svojstva. 

## Vanjske poveznice
- Označena karta Titanove sjeverne polarne regije na temelju radarskih slika, koja pokazuju jezera i mora